# Tomasz Nowak (Fußballspieler)
Tomasz Nowak (* 30. Oktober 1985 in Kościan, Polen) ist ein polnischer Fußballspieler, der derzeit beim polnischen Erstligisten Górnik Łęczna aktiv ist.

## Vereinskarriere
Nowak begann seine Karriere bei Obra Kościan in der Jugend, ehe er zu den Junioren von Amica Wronki wechselte.
Nachdem er dort nahezu sämtliche Jugendmannschaften durchlief, ging der Mittelfeldspieler im Frühjahr 2006 zu Kania Gostyń und absolvierte solide Leistungen, sodass der Erstligist Korona Kielce auf ihn aufmerksam wurde.
Nachdem er dort nicht mehr zum Stamm der ersten Mannschaft zählte, wurde Nowak an den zweimaligen polnischen Meister Polonia Bytom ausgeliehen und gab am 11. September 2009 im Ligaspiel gegen Piast Gliwice sein Debüt im Team. Zur Saison 2010/11 kehrte er wieder zu Korona Kielce zurück, konnte sich allerdings wieder nicht durchsetzen und wurde zur Rückrunde an den Zweitligisten Górnik Łęczna ausgeliehen. Für Łęczna absolvierte Tomasz Nowak 16 Spiele, in denen er 5 Tore schoss. Seine Leistung überzeugte den Erstligisten Łódzki KS, so dass er verpflichtet wurde. Jedoch enttäuschte er zur Hinrunde der Saison 2011/12 erneut und kam auf 13 Ligaspiele, meistens als Einwechselspieler. Im März 2012 löste er seinen Vertrag mit Łódzki KS auf und unterschrieb beim belarussischen Erstligisten FK Homel. Bei den Belarussen war er sofort Stammspieler und absolvierte 24 Ligaspiele, in denen er 3 Tore erzielte. Nach der Saison 2012/2013 kehrte er nach Polen zurück und unterschrieb beim polnischen Zweitligisten Górnik Łęczna. Nach der Saison 2013/2014 stieg er mit Górnik Łęczna in die Ekstraklasa, die höchste polnische Spielklasse, auf. 2016 wechselte Niowak nach Sosnowiec, 2019 nach Bielsko-Biala.

## Nationalmannschaft
Am 17. Januar 2010 debütierte er in der Polnischen Fußballnationalmannschaft beim Freundschaftsspiel gegen Dänemark (1:3). Am 23. Januar 2010 erzielte er sein erstes Länderspieltor beim Freundschaftsspiel gegen Singapur (6:1). Insgesamt spielte er dreimal für die polnische Auswahl.